# Phacelia sericea
Phacelia sericea är en strävbladig växtart som först beskrevs av Robert Graham, och fick sitt nu gällande namn av Samuel Frederick Gray. Phacelia sericea ingår i Faceliasläktet som ingår i familjen strävbladiga växter.

## Underarter
Arten delas in i följande underarter:
- P. s. ciliosa
- P. s. sericea

## Bildgalleri

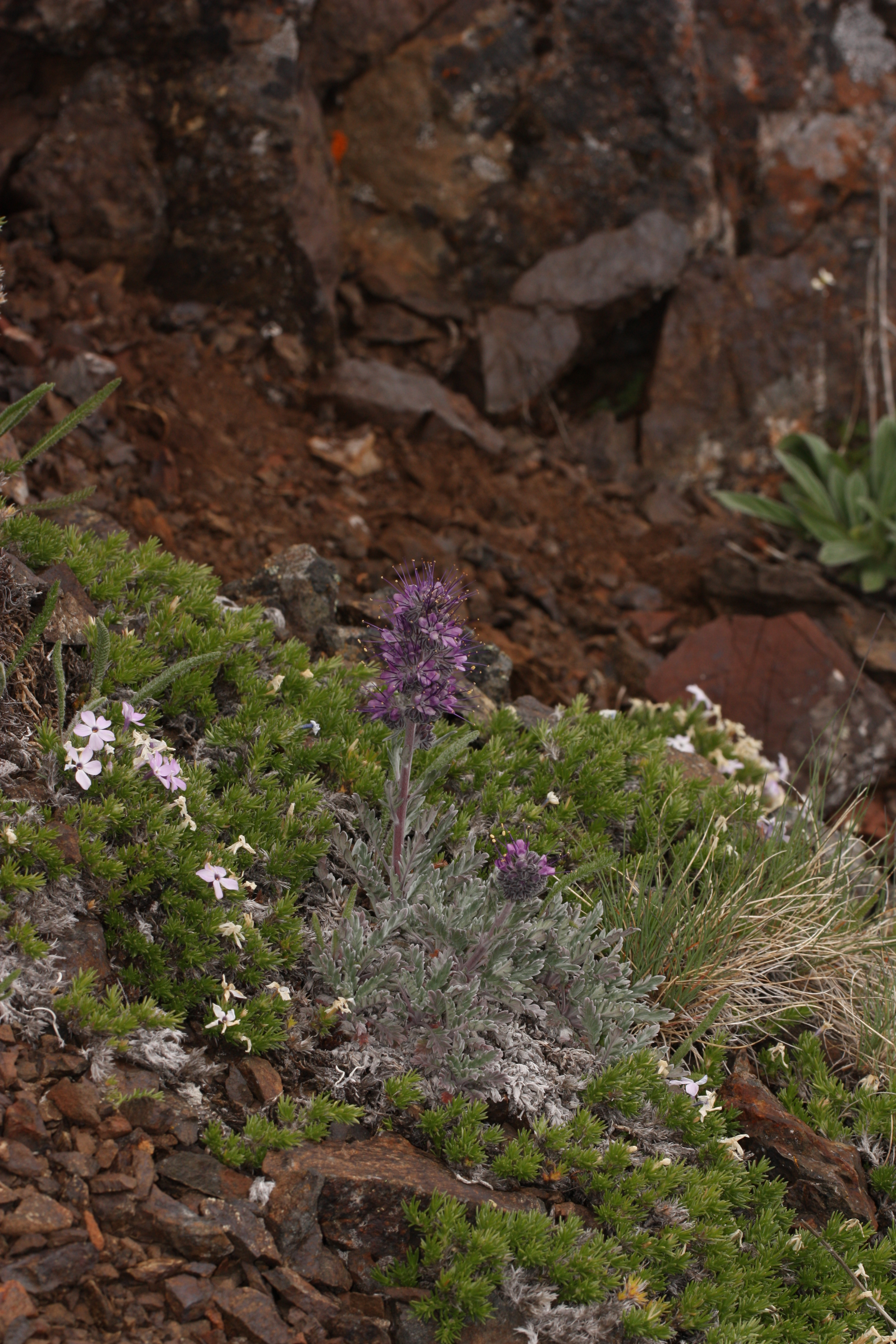
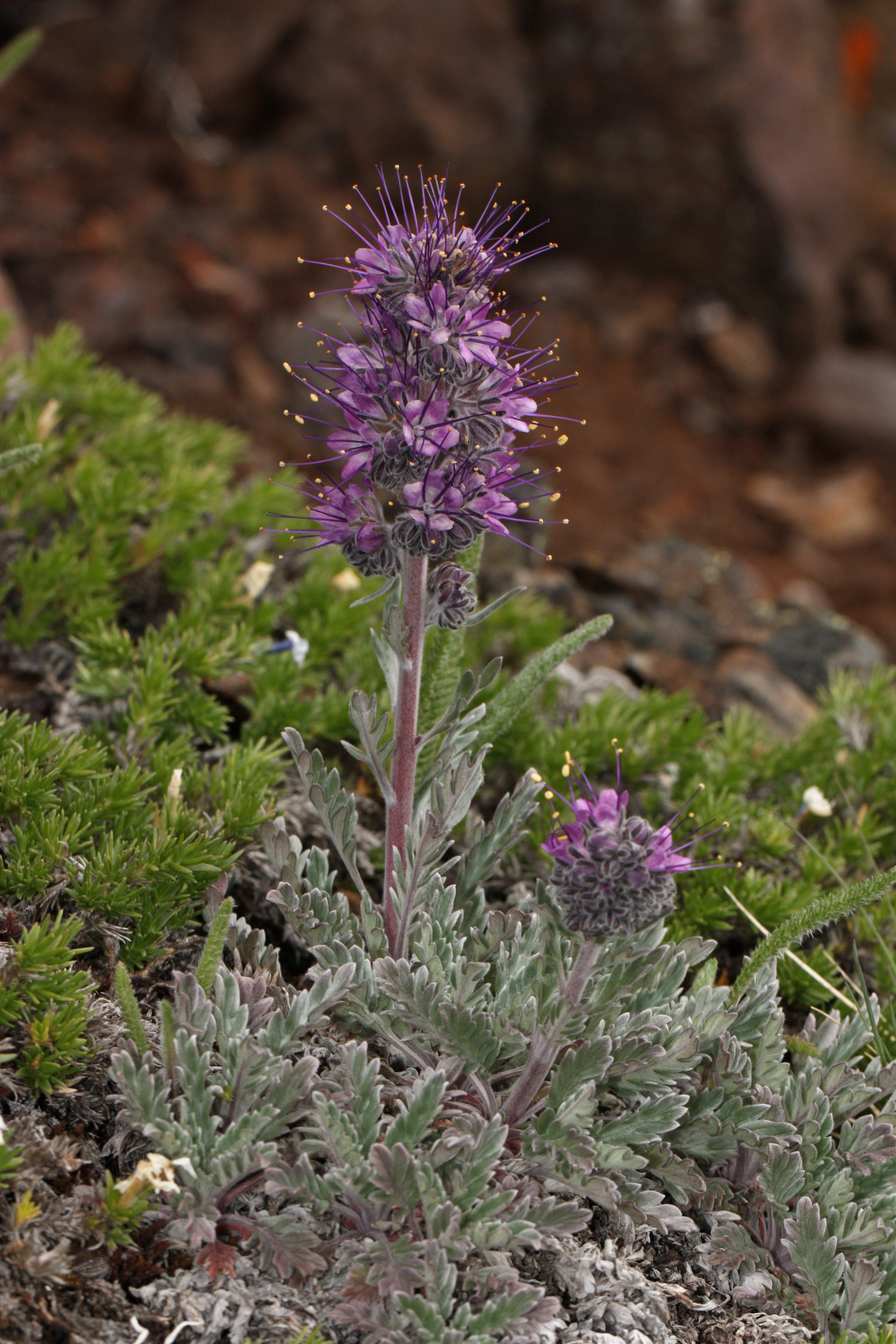
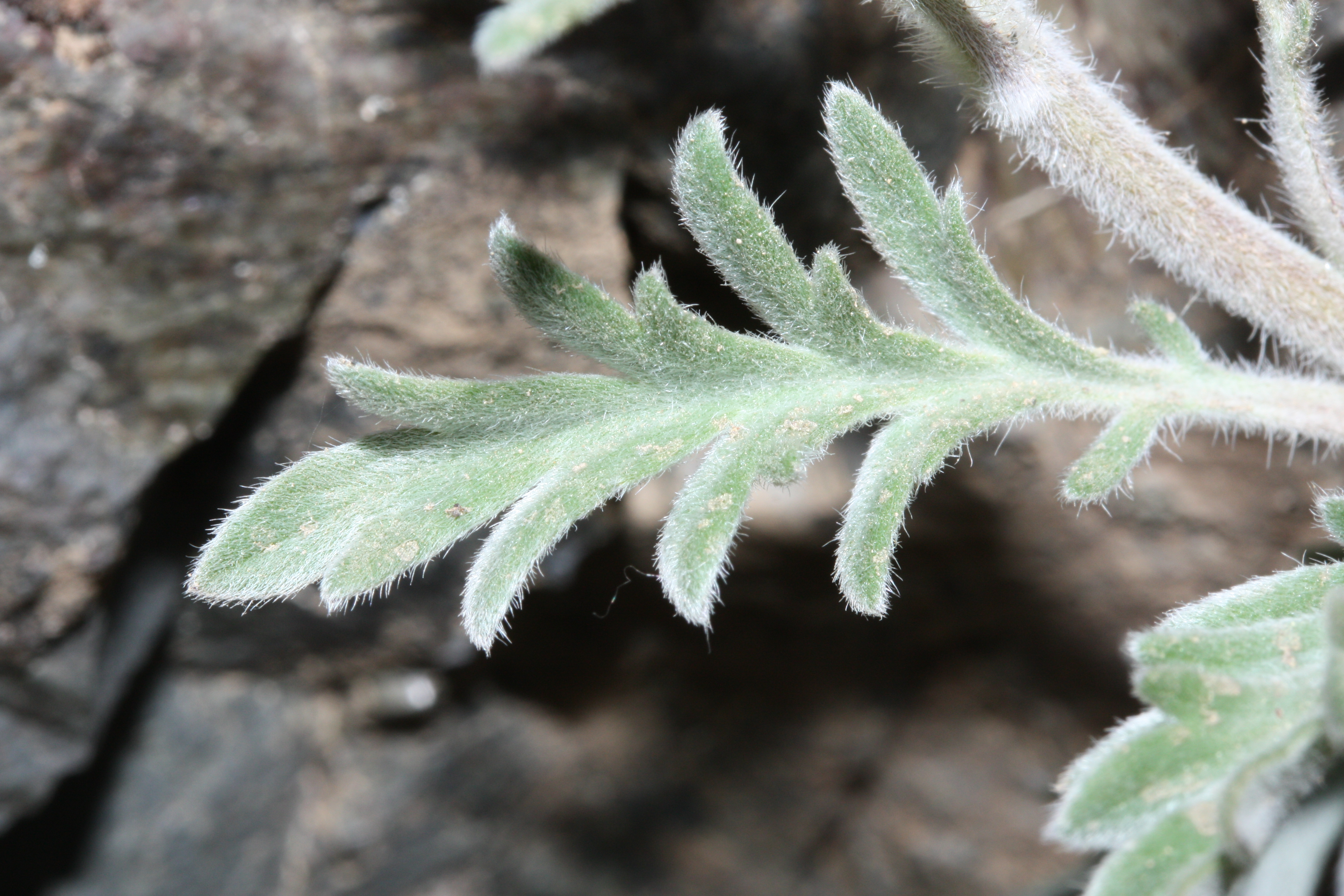
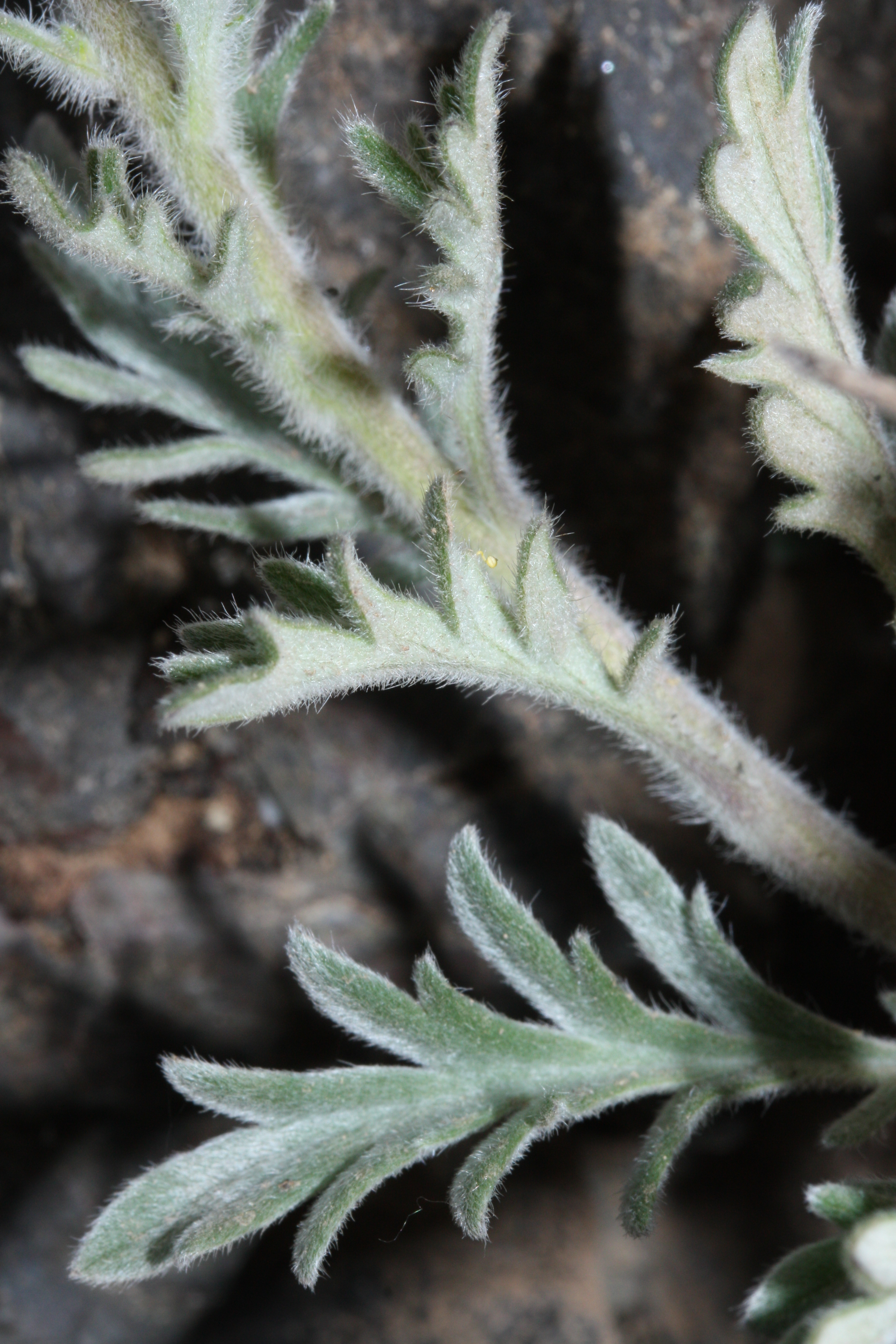
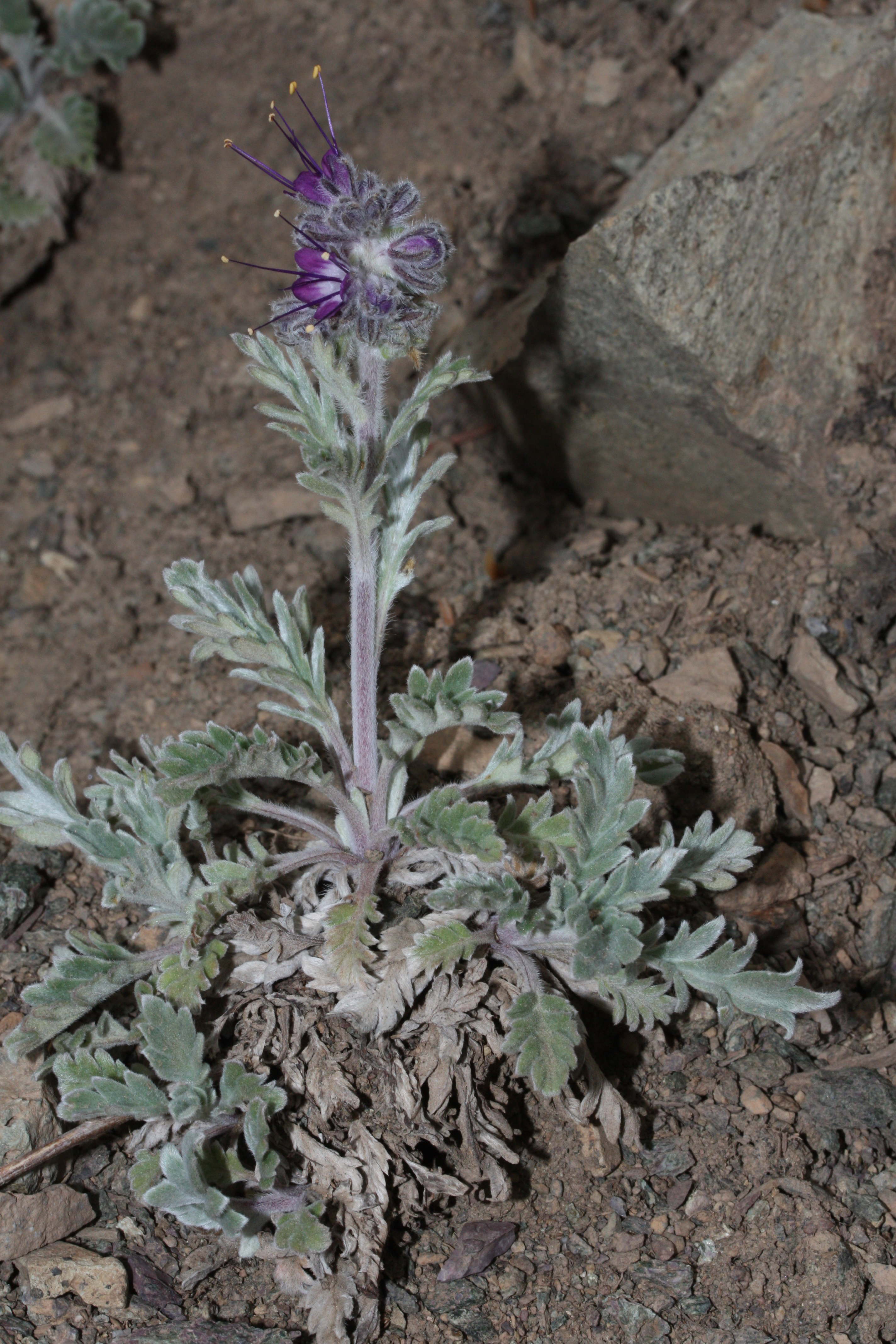
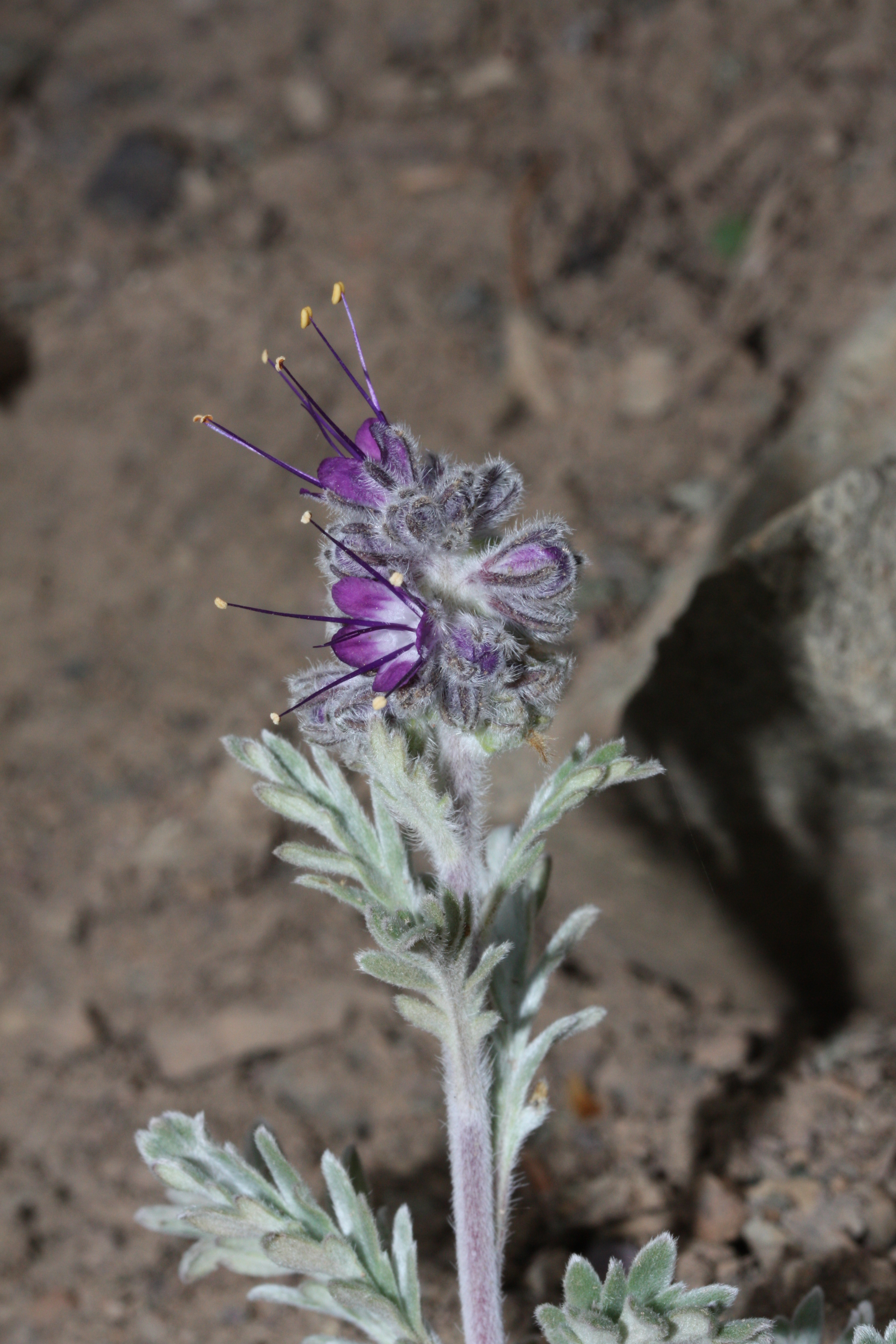